# 신은경 (배우)
신은경(한국 한자: 申恩慶, 1973년 2월 15일 ~ )은 대한민국의 배우다.

## 학력
- 일신여자중학교 (졸업 1988년)
- 안양예술고등학교 연극영화과 (졸업 1991년)
- 단국대학교 연극영화학과 (졸업)

## 생애
1988년 KBS 탤런트 특채로 드라마 《욕망의 문》을 통하여 배우 인생을 시작, 이후 영화 《구로 아리랑》 등에 출연하였으며, 1994년 MBC 드라마 《종합병원》을 계기로 연기자로 주목받기 시작했다. 1996년 11월 무면허 음주운전 혐의로 물의를 빚었으며, 임권택 감독의 《창》으로 복귀하였다. 이후 《조폭 마누라》, 《미스터 주부퀴즈왕》등 여러 영화에 출연하였다.
2003년, 9월 소속사 플레이어엔터테인먼트 대표인 김정수와 결혼하였으며, 이듬해 아들이 출산하였다. 2007년 8월 24일에 협의 이혼하였고 이후 드라마 《하얀 거짓말》 촬영 직전 전 남편을 형사고소하였다. 부부 사이에서 태어난 아들은 현재 뇌수종 판정을 받고 투병 중에 있다.
2008년 드라마 《엄마가 뿔났다》, 《하얀 거짓말》에서 좋은 연기로 호평을 받은데 이어, 2010년 영화 《두 여자》에 출연하면서 5년 만에 스크린으로 돌아왔다. 드라마 《욕망의 불꽃》에서 주인공 윤나영 역을 맡아 연기했으며, 이 작품으로 2010년 MBC 연기대상 여자 최우수연기상을 수상했다.
선친은 예비역 대한민국 육군 상사 출신이며 베트남 전쟁에 참전한 국가유공자이다.
영화 조폭 마누라 2 - 돌아온 전설을 촬영하는 과정에서 액션 연기를 하다가 큰 부상을 당했는데 이 부상으로 인해 한쪽 눈이 실명 되었다.

## 출연작

### 드라마
| 연도   | 방송사            | 제목                                   | 역할                           | 참고               |
| ------ | ----------------- | -------------------------------------- | ------------------------------ | ------------------ |
| 2024년 | SBS               | 7인의 부활                             | 차주란 역                      | 금토드라마         |
| 2023년 | SBS               | 7인의 탈출                             | 차주란 역                      | 금토드라마         |
| 2021년 | SBS               | 펜트하우스 3                           | 강마리 역                      | 금요드라마         |
| 2021년 | SBS               | 펜트하우스 2                           | 강마리 역                      | 금토 드라마        |
| 2020년 | SBS               | 펜트하우스                             | 강마리 역                      | 월화 드라마        |
| 2018년 | SBS               | 황후의 품격                            | 태후 강씨(강은란) 역           | 수목 드라마 스폐셜 |
| 2017년 | KBS2              | KBS 드라마 스페셜 - 나쁜 가족들        | 박명화 역                      | 단막극             |
| 2015년 | 드라마 H & TRENDY | 유일랍미                               | 우정출연                       | 목금 드라마        |
| 2015년 | SBS               | 마을 - 아치아라의 비밀                 | 윤지숙 역                      | 수목 드라마 스폐셜 |
| 2015년 | SBS               | 너를 사랑한 시간                       | 구연정 역 (특별출연)           | 주말 특별기획      |
| 2015년 | tvN               | 오 나의 귀신님                         | 조혜영 역 (특별출연)           | 금토 드라마        |
| 2014년 | tvN               | 가족의 비밀                            | 한정연 역                      | 아침 드라마        |
| 2014년 | TV조선            | 아내스캔들 - 바람이분다                | 신은경 역                      | 옴니버스 드라마    |
| 2013년 | JTBC              | 네 이웃의 아내                         | 홍경주 역                      | 월화 드라마        |
| 2013년 | MBC               | 스캔들 : 매우 충격적이고 부도덕한 사건 | 윤화영 역                      | 주말 특별기획      |
| 2012년 | SBS               | 그래도 당신                            | 차순영/백인아 역               | 일일 드라마        |
| 2010년 | MBC               | 욕망의 불꽃                            | 윤나영 역                      | 주말 특별기획      |
| 2008년 | MBC               | 하얀 거짓말                            | 서은영 역                      | 아침 드라마        |
| 2008년 | KBS2              | 엄마가 뿔났다                          | 나영수 역                      | 주말 연속극        |
| 2007년 | SBS               | 불량 커플                              | 김당자 역                      | 주말 특별기획      |
| 1999년 | SBS               | 파도                                   | 이옥점 역                      | 주말 연속극        |
| 1998년 | SBS               | 바람의 노래                            | 정선주 역                      | 월화 드라마        |
| 1996년 | MBC               | 자반고등어                             | 정선주 역                      | 일일 드라마        |
| 1995년 | MBC               | 여                                     | 용설/서금옥 역                 | 월화 미니시리즈    |
| 1994년 | MBC               | 종합병원                               | 외과 레지던트 이정화 역        | 메디컬 드라마      |
| 1994년 | MBC               | 마지막 승부                            | 한영대 농구부 매니저 김수진 역 | 월화 미니시리즈    |
| 1993년 | KBS2              | 신 손자병법                            | 한금련 역                      | 시추에이션 드라마  |
| 1993년 | MBC               | 파일럿                                 | 대한항공 객실 승무원 도진숙 역 | 월화 미니시리즈    |
| 1993년 | SBS               | 세상은 내게                            |                                | 월화 미니시리즈    |
| 1993년 | KBS2              | 일월                                   |                                | 월화 드라마        |
| 1992년 | KBS2              | 검은 자화상                            | 선애 역                        | 수목 드라마        |
| 1991년 | KBS1              | 옛날의 금잔디                          | 윤다영 역                      | 일일 드라마        |
| 1991년 | KBS2              | 도둑의 아내                            |                                | 수목 미니시리즈    |
| 1990년 | KBS2              | 파천무                                 | 정순왕후 송씨 역               | 대하 드라마        |
| 1990년 | MBC               | 여자는 무엇으로 사는가                 |                                |                    |
| 1989년 | KBS2              | 당추동 사람들                          |                                | 일요아침드라마     |
| 1989년 | KBS1              | 지포리에서 생긴 일                     |                                | 특집 드라마        |
| 1988년 | KBS2              | 욕망의 문                              |                                | 수목 드라마        |
| 1988년 | KBS1              | 사랑의 기쁨                            |                                | 일일 연속극        |

### 영화
- 1989년 《구로 아리랑》 ... 숙희 역
- 1991년 《사랑은 지금부터 시작이야》 ... 현임 역
- 1992년 《자전거를 타고 온 연인》
- 1992년 《인생이 뭐 객관식 시험인가요》 ... 민초희 역
- 1994년 《젊은 남자》 ... 제이 역
- 1994년 《비는 사랑을 타고》 ... 팽영미 역
- 1995년 《비상구가 없다》 ... 승미 역
- 1997년 《창》 ... 영은/방울 역
- 1999년 《소용돌이》 ... 마루야마 치에 역
- 1999년 《건축무한육면각체의 비밀》 ... 신태경 역
- 1999년 《링》 ... 홍선주 역
- 2000년 《종합병원 The Movie 천일동안》 ... 강은수 역
- 2001년 《조폭 마누라》 ... 차은진 역
- 2001년 《이것이 법이다 》 ... 강민주 역
- 2002년 《좋은 사람 있으면 소개시켜 줘》 ... 김효진 역
- 2002년 《유아독존》
- 2003년 《블루》 ... 해군 해난구조대 교육대장 강수진 소령 역
- 2003년 《조폭 마누라 2 - 돌아온 전설》 ... 차은진 역
- 2005년 《미스터 주부 퀴즈왕》 ... 고수희 역
- 2005년 《6월의 일기》 ... 추자영 역
- 2010년 《두 여자》 ... 한소영 역
- 2013년 《전국노래자랑》 ... 보리 엄마 역
- 2014년 《설계》 ... 세희 역
- 2020년 《시호》 ... 수정 역
- 2025년 《그 시절, 우리가 좋아했던 소녀》 ... 진우 엄마 역 (특별출연)

### 방송
- 《특급 퀴즈 코리아》(1993년, KBS) 리포터
- 《신은경 김창완의 아름다운 아침》(1997년, SBS) MC
- 《서세원의 좋은 세상 만들기》(1998년 ~ 1999년, SBS)
- 《그 여자 그 남자》(2011년 ~ 2012년, 채널A)
- 《99인의 여자를 만족시키는 남자》(2014년, JTBC)
- 《회장님네 사람들》(2024년,tvN)

### 뮤직비디오
- 왁스 - 화장을 고치고(2001년)
- KCM - Smile Again(2005년)

### 광고
- 1989년 동아오츠카 미스 오란씨편
- 1989년 한국후지필름
- 1989년 동원F&B 슬라이스치즈
- 1991년 진주햄 고추참치
- 1994년 아모레퍼시픽
- 1994년 해태HTB 봉봉 (박소현, 전도연, 오연수와 함께 출연)
- 1994년 해태HTB 전원메론
- 1994년 새마을금고연합회
- 1994년 진로쿠어스맥주 카스
- 1994년 현대전자 멀티캡 (안철수와 함께 출연)
- 1994년 현대전자 CD비전
- 1994년 레이디가구 엑스원
- 1995년 팬택 예써
- 1995년 대현 씨씨클럽
- 1996년 온누리여행사
- 1996년 해태아이스크림 프리미엄부라보콘
- 1996년 쌍용제지 울트라파인
- 1998년 피어리스 인스케어
- 1999년 대현 도니라이크
- 1999년 게스
- 1999년, 2006년 CJ제일제당 해찬들 태양초고추장
- 1999년 로제화장품 마자린
- 1999년 맥도날드 밀레니엄 눈덩이
- 2000년 JW중외제약 화콜F (전철우와 함께 출연)
- 2001년 KB국민카드 e-퀸즈 카드
- 2002년 서스데이아일랜드 티아이 진
- 2002년 배상면주가 산사춘
- 2002년 위니아만도 딤채
- 2005년 한국네슬레 테이스터스초이스
- 2006년 중흥건설 중흥 S-클래스
- 2007년 흙사랑화장품 백토가인
- 2008년 에프까스떼
- 2011년 로체른
- 2011년 화이트치과
- 2013년 신성유통 계동치킨: 맛을 넘어선 맛
- 2015년 CJ오쇼핑 셉
- 2015년 켄지

## 홍보대사
- 2003년 12월 그리핀도르 홍보이사
- 2004년 11월 한국생명의전화 생명사랑 홍보대사
- 2005년 12월 평화의료재단 홍보대사
- 2009년 4월 보건복지가족위원회 홍보대사
- 2009년 4월 들무새 영웅 이야기 캠페인 홍보대사

## 수상 및 후보
| 연도 | 시상식                      | 부문                              | 작품                        | 결과 |
| ---- | --------------------------- | --------------------------------- | --------------------------- | ---- |
| 1991 | KBS 연기대상                | 여자 신인연기상                   | 옛날의 금잔디               | 후보 |
| 1992 | KBS 연기대상                | 여자 신인연기상                   | 검은 자화상                 | 후보 |
| 1994 | TV저널 올해의 스타상        | 탤런트부문 우수상                 | 종합병원                    | 수상 |
| 1994 | MBC 연기대상                | 여자 우수연기상                   | 종합병원                    | 수상 |
| 1995 | 제31회 백상예술대상         | TV부문 여자 신인연기상            | 종합병원                    | 수상 |
| 1997 | 제18회 청룡영화상           | 여우주연상                        | 노는 계집 창                | 수상 |
| 1997 | 제18회 청룡영화상           | 인기스타상                        | 노는 계집 창                | 수상 |
| 1997 | 제35회 대종상               | 여우주연상                        | 노는 계집 창                | 후보 |
| 1998 | 제34회 백상예술대상         | 영화부문 인기상                   | 노는 계집 창                | 수상 |
| 1998 | 제34회 백상예술대상         | 영화부문 여자 최우수연기상        | 노는 계집 창                | 후보 |
| 1999 | 제20회 청룡영화상           | 여우주연상                        | 링                          | 후보 |
| 2000 | 제36회 백상예술대상         | 영화부문 여자 최우수연기상        | 종합병원 The Movie 천일동안 | 후보 |
| 2001 | 제22회 청룡영화상           | 인기스타상                        | 조폭 마누라                 | 수상 |
| 2007 | SBS 연기대상                | 10대 스타상                       | 불량 커플                   | 수상 |
| 2007 | SBS 연기대상                | 여자 최우수연기상                 | 불량 커플                   | 후보 |
| 2008 | KBS 연기대상                | 일일극부문 여자 우수연기상        | 엄마가 뿔났다               | 후보 |
| 2009 | MBC 연기대상                | 여자 최우수연기상                 | 하얀 거짓말                 | 후보 |
| 2010 | MBC 연기대상                | 여자 최우수연기상                 | 욕망의 불꽃                 | 수상 |
| 2012 | SBS 연기대상                | 주말/연속극부문 여자 우수연기상   | 그래도 당신                 | 수상 |
| 2012 | SBS 연기대상                | 10대 스타상                       | 그래도 당신                 | 수상 |
| 2013 | 제21회 대한민국문화연예대상 | 드라마부문 여자 최우수연기상      | 스캔들                      | 수상 |
| 2013 | MBC 연기대상                | 특별기획부문 여자 최우수연기상    | 스캔들                      | 수상 |
| 2015 | SBS 연기대상                | 미니시리즈부문 여자 우수연기상    | 마을 - 아치아라의 비밀      | 후보 |
| 2020 | SBS 연기대상                | 중·장편드라마부문 여자 우수연기상 | 펜트하우스                  | 수상 |
| 2021 | 제57회 백상예술대상         | TV부문 여자 조연상                | 펜트하우스                  | 후보 |
| 2024 | SBS 연기대상                | 시즌제 드라마부문 여자 조연상     | 7인의 부활                  | 후보 |

## 참고 사항
- KBS 2TV 파랑새는 있다 여주인공 물망에 올랐으나 무면허 음주운전 혐의 때문에 물의를 빚어 고사한 바 있다.